# Nihon Montoku Tennō Jitsuroku
El Nihon Montoku Tennō Jitsuroku (日本文徳天皇実録, "La verdadera historia del emperador Montoku de Japón") abreviado como Montoku Jitsuroku, es un texto oficial de la historia de Japón. Completado en el 879, es el quinto texto de la serie Seis Historias Nacionales. Cubre los años 850-858, los años de reinado del 55.º soberano japonés, el emperador Montoku (827-858).

## Antecedentes
Siguiendo la historia nacional anterior Shoku Nihon Kōki (869), en 871 el Emperador Seiwa ordenó la compilación de los años desde entonces. Fue editada principalmente por Fujiwara no Mototsune con la ayuda de Minabuchi no Toshina, Otondo, Shimada no Tadaomi, Sugawara no Koreyoshi, Yoshibuchi no Yoshinari y contribuciones significativas de Miyako no Yoshika. El texto fue completado en el 879.

## Contenido
Escrito en estilo Kanbun y contenido en diez volúmenes, el contenido abarca nueve años del reinado del emperador Montoku que abarca desde el 850 hasta el 858. El texto es característico porque contiene pocos detalles políticos pero muchos obituarios para nobles.